# Jingū-ji

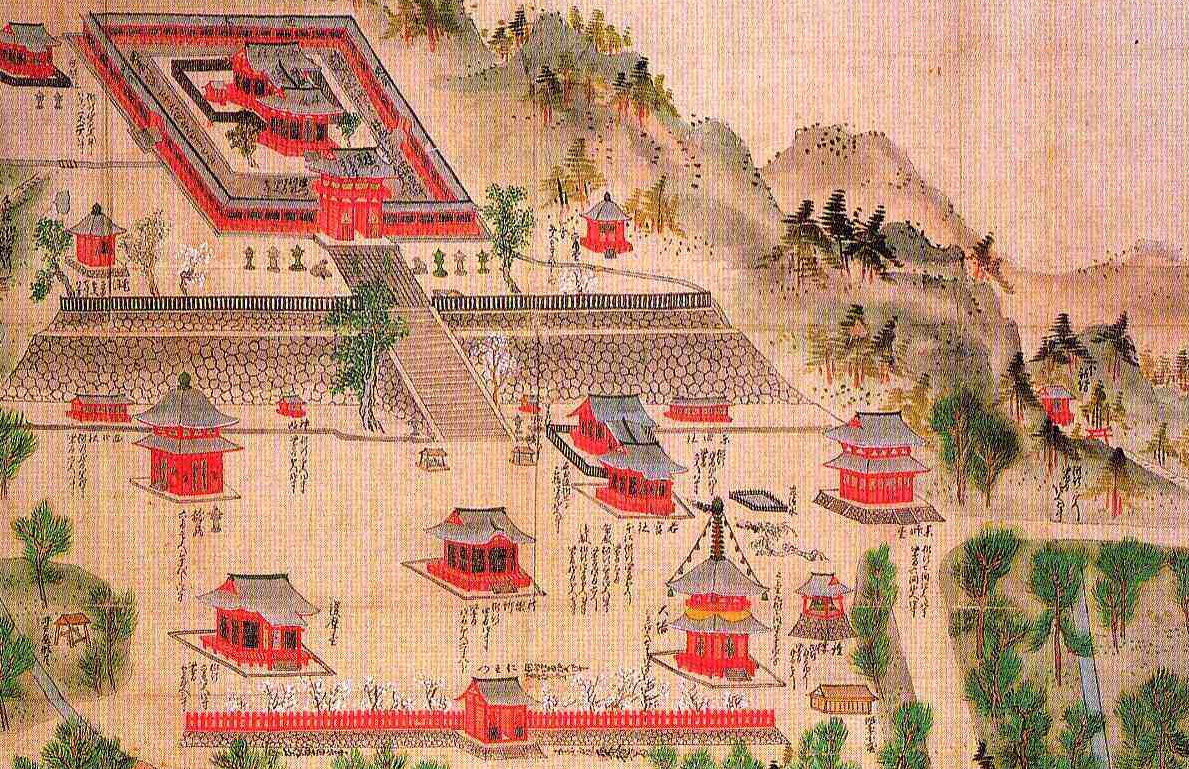
Tsurugaoka Hachiman-gū-ji sur un ancien dessin. Au premier plan se trouvent les bâtiments bouddhistes du temple-sanctuaire (disparus), dont le tō (pagode), un shōrō (beffroi) et un niōmon. Le sanctuaire (existant) est situé au-dessus.

Jusqu'à l'ère Meiji (1868-1912), les jingū-ji (神宮寺, « temples-sanctuaires ») sont, au Japon, des lieux de culte composés d'un temple bouddhiste et d'un sanctuaire shinto dédié à un kami local. Ces complexes apparaissent lorsqu'un temple est bâti près d'un sanctuaire pour aider son kami avec ses problèmes karmiques. À l'époque, les kamis sont supposés être soumis au karma et en conséquence ont besoin du salut que seul le bouddhisme peut leur apporter. Apparus durant l'époque de Nara (710-794), les jingū-ji ont existé pendant plus d'un millénaire, à quelques exceptions près, jusqu'à leur destruction en conformité avec la loi de séparation des kamis et des bouddhas de 1868. Seiganto-ji est un temple Tendai, partie du complexe de sanctuaire shinto Kumano sanzan et à ce titre peut être considéré comme l'un des rares « temple-sanctuaires » encore existants.

## Histoire

### Fondation

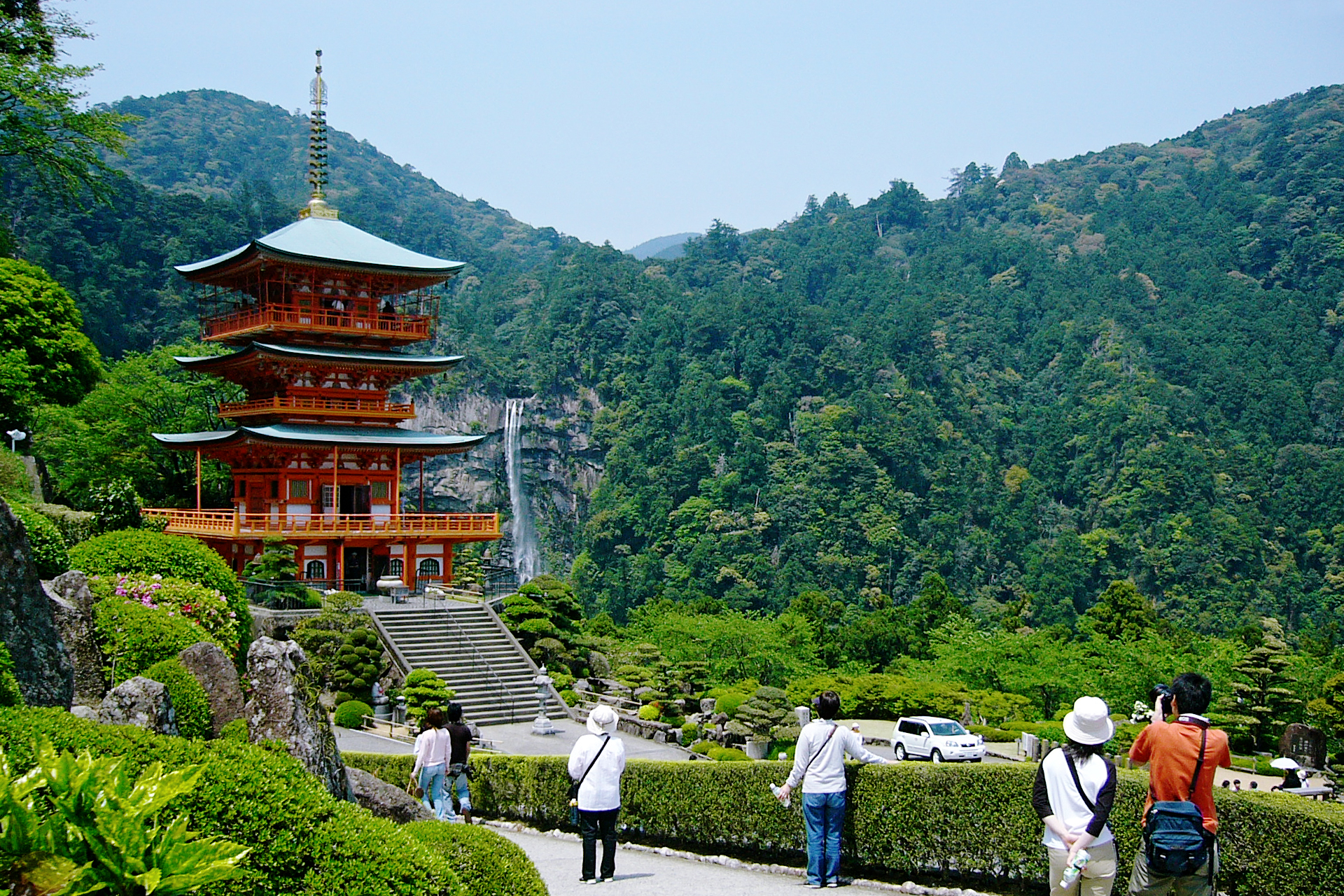
Seiganto-ji, à Nachikatsuura, est un des très rares jingū-ji encore existants.

Quand le bouddhisme arrive au Japon, il rencontre une certaine résistance face aux croyances religieuses déjà en place et aux institutions. Un des premiers efforts visant à concilier la religion japonaise préexistante et le bouddhisme chinois (dans ce qui sera appelé shinbutsu shūgō, ou mélange des kamis et des bouddhas) est fait au VIIIe siècle durant l'époque de Nara avec la fondation de ce qu'on appelle jungūji ou « temple-sanctuaire », complexe religieux composé d'un temple et d'un sanctuaire,.
Le premier « temple-sanctuaire » est très probablement Usa Hachiman-gū où un temple appelé Miroku-ji est achevé en 779. Cependant, le premier cas documenté est celui d'un homme qui, en 749 à Kashima, préfecture d'Ibaraki, construit un temple à côté d'un sanctuaire. 
L'inclusion dans un sanctuaire d'objets religieux bouddhistes vient de l'idée que les kamis sont des êtres perdus qui ont besoin de la libération par la puissance du bouddhisme. Les kamis sont alors supposés être soumis au karma et à la réincarnation comme le sont les êtres humains, et les anciennes légendes bouddhiques racontent comment la tâche d'aider les kamis qui souffrent relève de l'action des moines errants. Au cours de ses pérégrinations, quelque kami local apparaît en rêve au moine et lui parle de ses problèmes.
Afin d'améliorer le karma du kami au moyen de rites et de lectures de sūtras, le moine construit un temple à côté du sanctuaire déjà existant du kami. La construction de temples auprès de sanctuaires entraîne la création de complexes « temple-sanctuaire » qui accélère effectivement le processus de fusion des deux religions. En conséquence de la création de « temple-sanctuaires », de nombreux sanctuaires qui jusqu'alors étaient des sites en plein air conformément à la tradition, deviennent des regroupements de bâtiments à la façon bouddhiste. De cette manière, le bouddhisme s'« empare » de nombreux sites jusque-là réservés au culte des kamis locaux.
Kūkai lui-même a laissé des écrits qui indiquent clairement qu'il ne voit aucun problème avec l'établissement de sites mixtes comme les jingū-ji. Dans ces complexes, le clergé bouddhiste récite régulièrement des sūtras pour le compte d'un kami, afin de le guider vers son satori. Les jingū-ji, qui ont reçu l'approbation du gouvernement, sont destinés à propager le bouddhisme dans les provinces et sont aussi un moyen d'y installer des représentants religieux du gouvernement. Au cours de l'époque de Heian, de nombreux temples sont construits à côté de sanctuaires mais le terme jingū-ji lui-même tend à disparaître, ce qui suggère que les temples ont progressivement pris le contrôle des sanctuaires. Que même Ise-jingū, lieu considéré encore aujourd'hui comme le plus saint des sanctuaires shintoïstes, comprenait en 1868 presque 300 temples bouddhistes et pratiquait le bouddhisme, informe sur l'omniprésence du bouddhisme au Japon. Et cela en dépit des règles strictes qui interdisaient le bouddhisme dans le sanctuaire lui-même.
Étant donné qu'aucun des très rares jingū-ji existants n'est intact, leur composition n'est connue que par d'anciennes peintures et autres représentations. Nous savons que la partie temple du complexe sanctuaire-temple était constituée de plusieurs bâtiments, dont un bâtiment principal (honji-dō (本地堂)), une pagode, une porte bouddhiste (mon) et un betsu-in (別院, logement des moines). Le prêtre principal qui porte le nom éloquent de shasō (社僧) ou « moine du sanctuaire bouddhiste », y est à la fois prêtre shinto et moine bouddhiste.
Kamo Jingū-ji (鴨神宮寺) à Kyoto et Kasuga Taisha Jingu-ji (春日大社神宮寺) à Nara sont deux exemples de jingū-ji, quoique de construction récente.

### Temples-sanctuaires
À la fin du VIIIe siècle, dans ce qui est considéré la deuxième phase de la fusion, le kami Hachiman est déclaré être la divinité tutélaire du Dharma et un peu plus tard, un bodhisattva. Des sanctuaires commencent à lui être construits dans les temples (constructions à l'origine de ce qu'on appelle les « temples-sanctuaires »), ce qui marque une importante étape en avant dans le processus de fusion des cultes bouddhiste et de kami. Quand est construit le grand Bouddha de Tōdai-ji à Nara, est également érigé dans les jardins du temple un sanctuaire pour Hachiman, en raison d'un souhait exprimé par le kami lui-même selon la légende. Hachiman considère le sanctuaire comme sa récompense en raison de l'aide qu'il a apporté au temple dans la découverte de l'or et des mines de cuivre avec le métal desquelles a été faite la grande statue. Après cet épisode, des temples dans tout le pays adoptent le kami tutélaire (chinju (鎮守/鎮主) et le vénèrent dans des sanctuaires spécialement construits appelés chinjusha (lit. « sanctuaire tutélaire »).

### Miyadera
Le miyadera (宮寺, littéralement « sanctuaire temple ») est une variante du jingū-ji. Les miyadera sont des temples fondés et gérés par des moines bouddhistes, qui cependant ont un kami pour objet principal du culte (le honzon). Contrairement au jingū-ji, le miyadera n'a pas de clan sacerdotal pour effectuer des rituels kamis dans un sanctuaire séparé. En outre, contrairement à ceux d'un jingū-ji, les moines d'un miyadera peuvent se marier et transmettre leur situation à leurs enfants. Il y a aussi des moines bouddhistes occupant une fonction subalterne qui se voient refuser le droit de se marier. Iwashimizu Hachiman-gū, à présent uniquement sanctuaire shinto, est un exemple notable de miyadera. Son honzon est le kami Hachiman, âme de l'empereur Ōjin.
Le premier miyadera est fondé par un moine de Daian-ji appelé Gyōkyō qui kanjō (en) (invite) Hachiman de Usa[pas clair] à Iwashimizu Hachiman-gū. D'autres miyadera tels que Gionsha, Kankei-ji et Kitano Tenman-gū sont fondés peu après. Les miyadera sont particulièrement nombreux parmi les sanctuaires dédiés à des cultes de montagne comme le complexe Kumano Sanzan et le réseau de sanctuaires Hakusan.

### Système des vingt-deux sanctuaires
L'institution traditionnellement incorrectement nommée « système des vingt-deux sanctuaires » est en fait un réseau de « sanctuaires-temples » sous contrôle bouddhiste. Ses jingū-ji sont, outre des institutions religieuses, les véhicules de la puissance de maisons comme celle des Fujiwara qui veulent contrôler les affaires religieuses ; le système des vingt-deux sanctuaires est destiné à organiser et à faciliter ce contrôle.

#### Importants «temple-sanctuaires» du réseau
Les deux anciennes composantes du « temple-sanctuaire » sont maintenant des institutions distinctes. Le lien vers l'ancienne partie temple suit celui de l'ancienne partie sanctuaire.
- Hie-jinja - Enryaku-ji
- Kasuga-taisha - Kōfuku-ji
- Iwashimizu Hachiman-gū - Gokoku-ji
- Sumiyoshi-taisha - Shiragidera
- Yasaka-jinja - Kankei-ji
- Kitano Tenman-gū - Kannon-ji
- Usa Hachiman-gū - Miroku-ji

### Shinbutsu bunri

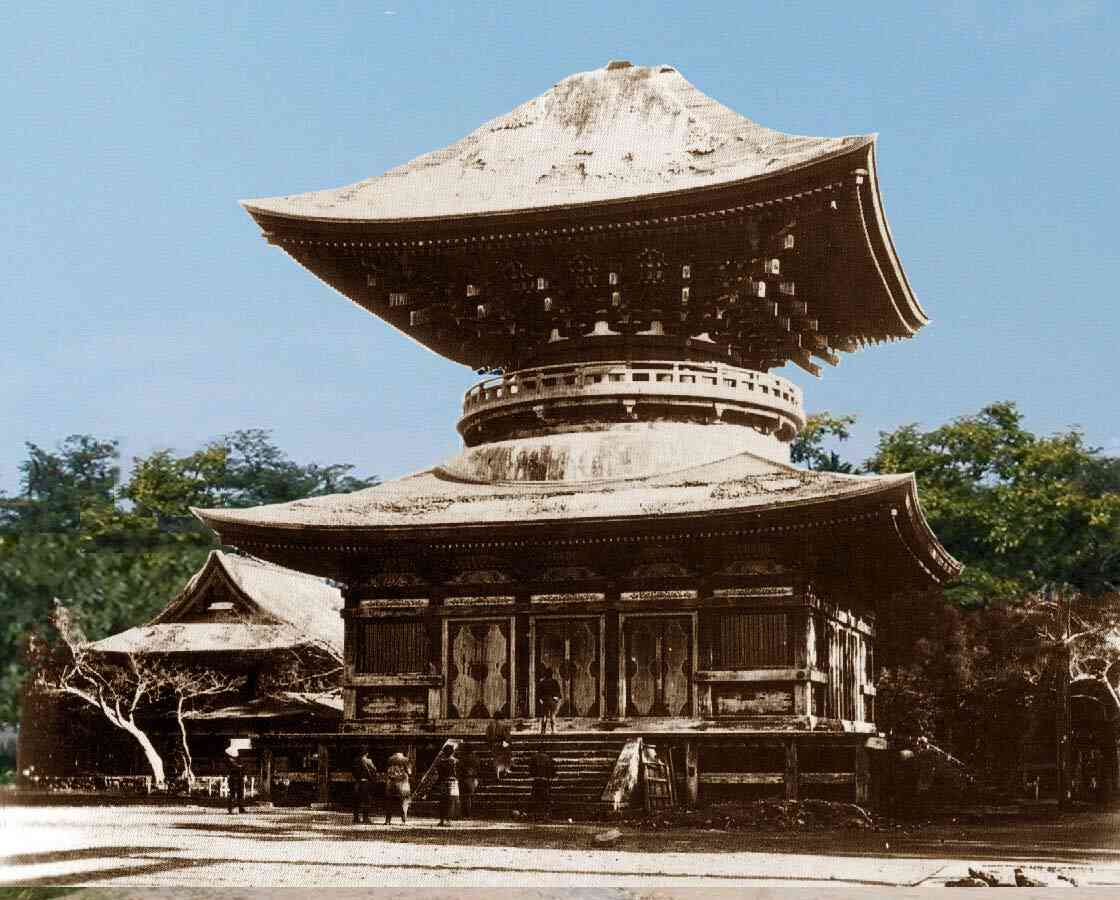
Une pagode bouddhiste (un Yakushi-dō (薬師堂) à Tsurugaoka Hachimangū-ji à Kamakura avant le shinbutsu bunri.

En 1868, le gouvernement ordonne la séparation complète du bouddhisme et du shintoïsme. La mesure a plusieurs objectifs dont le principal est l'affaiblissement du bouddhisme qui a collaboré avec le shogunat Tokugawa. Bien que la loi de séparation des kamis et des bouddhas n'ordonne pas explicitement la fermeture des temples non plus que la destruction des biens bouddhistes et la défroque des prêtres et des nonnes bouddhistes, elle est souvent interprétée comme une incitation à le faire. En conséquence, le mouvement haibutsu kishaku (littéralement « À bas Bouddha, détruisons Shakyamuni »), apparu spontanément en réaction contre la collaboration bouddhiste avec les shoguns Tokugawa, se répand bientôt dans tout le pays avec d'énormes conséquences. Environ 30 000 structures bouddhistes sont démolies entre 1868 et 1874. Une partie importante de la population qui s'est sentie exploitée financièrement par le système danka (檀家制度, danka seido) participe au mouvement. 
La politique shinbutsu bunri est aussi la cause directe de graves dommages à d'importants biens culturels. Parce que le mélange des deux religions est désormais interdit, tant les temples que les sanctuaires et les complexes « sanctuaires-temples » doivent céder des parties de leurs propriétés qui sont désormais illégales, portant ainsi atteinte à l'intégrité de leur patrimoine culturel et diminuant leur propre valeur historique et économique. Les shasō ont été contraints de devenir laïques. Ainsi, le sanctuaire actuellement appelé Tsurugaoka Hachiman-gū à Kamakura était jusqu'en 1868 un jingū-ji du nom de Tsurugaoka Hachimangū-ji. Il a été forcé de démolir l'ensemble de son shichidō garan bouddhiste et de le vendre comme bois. Ses niō géants, les deux gardiens en bois qui se trouvent habituellement sur les côtés de l'entrée d'un temple, en tant qu'objets de culte bouddhiste et donc illégaux où ils étaient, ont été vendus à Jufuku-ji, où ils se trouvent encore.